# Wojciech Lipoński

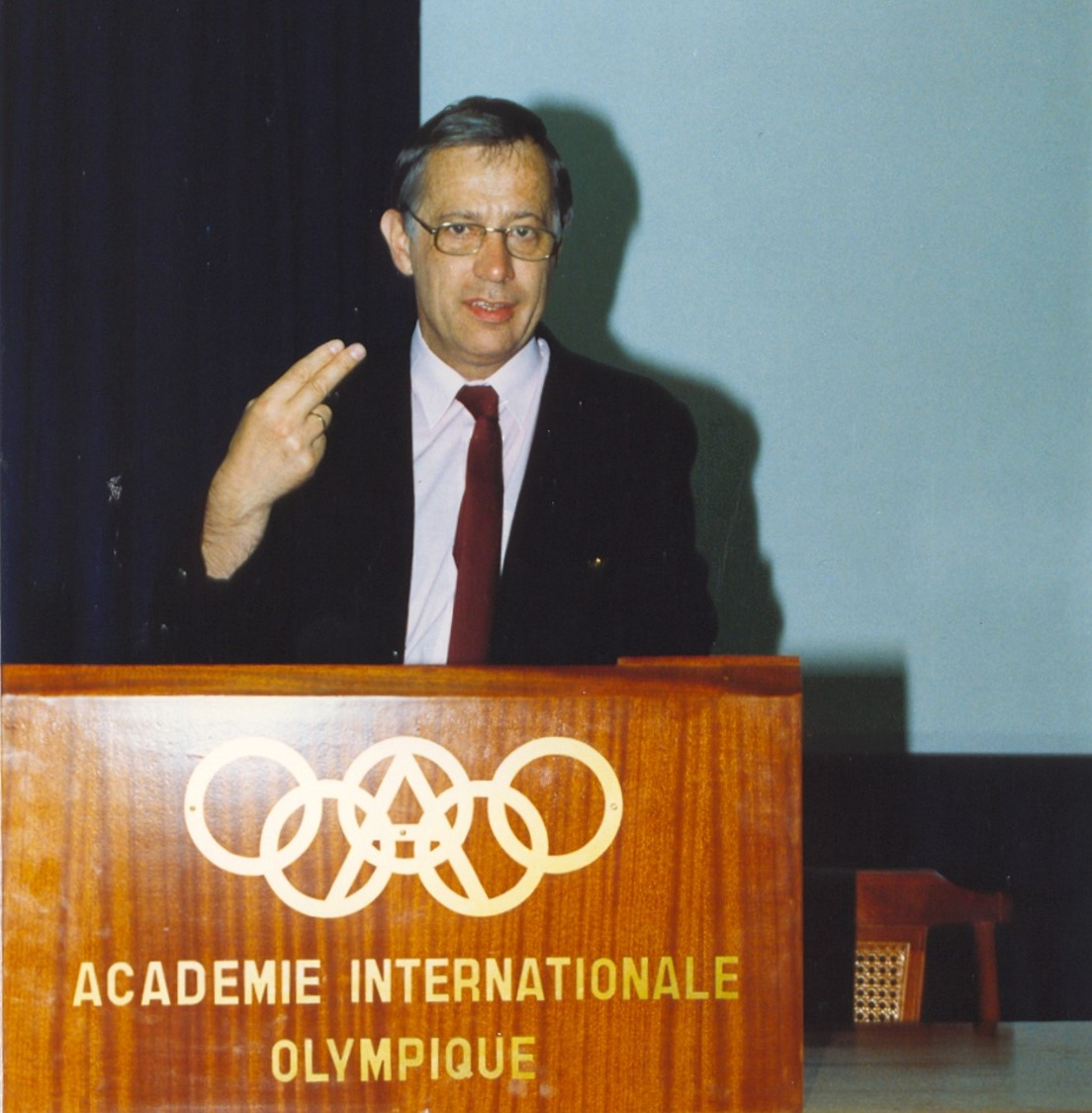
Prof. Wojciech Lipoński jako wykładowca Międzynarodowej Akademii Olimpijskiej

Wojciech Lipoński (ur. 16 grudnia 1942 w Sosnowcu) – polski anglista, historyk sportu, lekkoatleta i olimpijczyk.

## Kariera zawodowa
Do 2014 był profesorem Uniwersytetu im. Adama Mickiewicza, gdzie kierował Zakładem Stosunków Kulturalnych Polsko Anglosaskich (1978-2013), i Akademii Wychowania Fizycznego w Poznaniu, gdzie kierował Pracownią, następnie Zakładem Olimpizmu i Etnologii Sportu (2001-2014). W latach 2014–2018 profesor Uniwersytetu Szczecińskiego gdzie kierował Zakładem Kultur Anglojęzycznych a jednocześnie wykładał na Wydziale Kultury Fizycznej historię sportu oraz na kierunku Turystyka - historie sztuki i architektury. W latach 2001–2004 był członkiem Prezydium Komitetu Neofilologicznego Polskiej Akademii Nauk. Od 2014 jest emerytowanym profesorem seniorem UAM.
Jego zainteresowania naukowo-badawcze obejmują historię kultur anglosaskich, związki kulturowe krajów anglojęzycznych z Polską, etnologię sportu oraz historię i filozofię olimpizmu, od 2013 historię kultury europejskiej.
Był wykładowcą wielu uczelni zagranicznych, m.in. State University of Florida w Gainesville (USA) i Hanyang (Korea Płd.), a także wykładowcą i supervising professorem Międzynarodowej Akademii Olimpijskiej. Od 1987 jest redaktorem naczelnym czasopisma "Polish AngloSaxon Studies" (od 2017 współredaktorem jest dr hab. Janusz Kaźmierczak). W latach 1991–2012 był redaktorem naczelnym czasopisma "Studies in Physical Culture and Tourism". W latach 1989–2001 był redaktorem regionalnym i przedstawicielem na Europę Wschodnią londyńskiego czasopisma "The International Journal of the History of Sport". Był członkiem Poznańskiego Towarzystwa Naukowego (od 1984); Międzynarodowego Komitetu Pierre de Coubertina (od 1986), Olimpijskiej Akademii Kanady (od 1990), oraz Brytyjskiego Towarzystwa Historii Sportu (od 2007). W latach 1987–1990 był członkiem Komisji Ewaluacji Kulturowej przy Komitecie Organizacyjnym Igrzysk Olimpijskich w Seulu. Współpracował jako autor z wieloma czasopismami, w tym m.in. poznańskim miesięcznikiem "Nurt" (1967-1986), paxowskim tygodnikiem "Kierunki" (1968-1972), krakowskim "Tempem" (1983-1991) i tygodnikiem "Wprost" (1984-1987) oraz prowadził stały felieton sportowy w programie II Polskiego Radia w Poznaniu.
Dwukrotnie otrzymał Indywidualną Nagrodę Ministra Edukacji Narodowej: w 1995 za książkę "Narodziny cywilizacji Wysp Brytyjskich", a 2006 za "Dzieje kultury brytyjskiej". Ponadto w 2004 otrzymał nagrodę Ministra Edukacji i Sportu I klasy za całokształt działalności sportowej oraz liczne publikacje. Dwukrotnie w 2004 i 2012 został też wyróżniony Złotym Wawrzynem Polskiego Komitetu Olimpijskiego w dziedzinie literatury historycznej związanej ze sportem, a także Nagrodą Stowarzyszenia Bibliotekarzy Polskich w ramach Konkursu na Najlepszą Książkę Akademicką Atena 2004 za "Dzieje kultury brytyjskiej". Za tę samą publikację otrzymał w 2006 Indywidualną Nagrodę Ministra Nauki i Szkolnictwa Wyższego. W 2013 wykładem w Collegium Europaeum w Gnieźnie zapowiedział prace nad sześciotomowym cyklem monografii poświęconych poszczególnym epokom w dziejach kultury europejskiej. Od 2019 ukazują się poszczególne tomy tej serii.

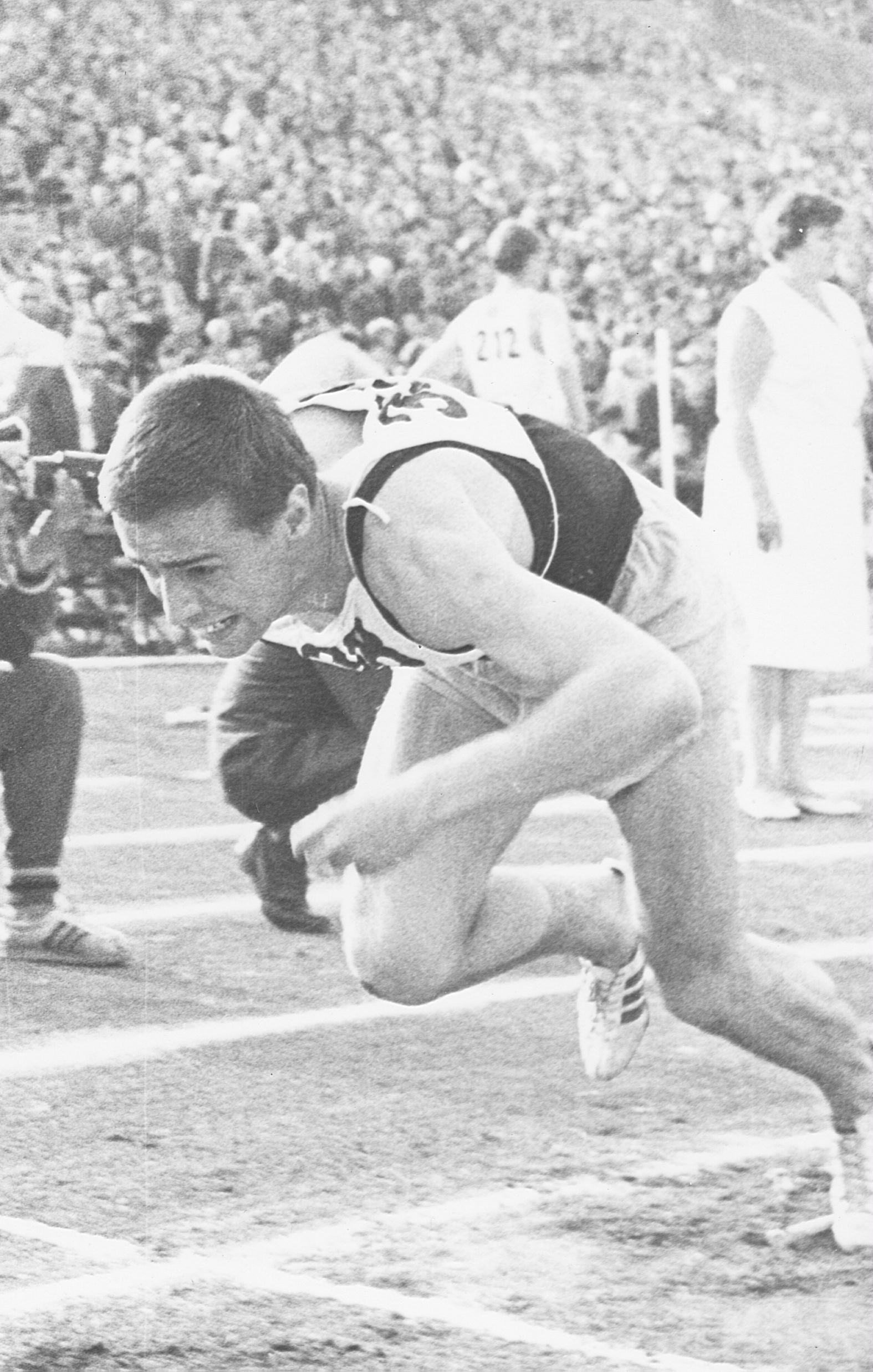
Wojciech Lipoński w finale biegu na 400 m podczas lekkoatletycznych Mistrzostw Polski w 1966 r.

## Kariera sportowa
W młodości uprawiał lekkoatletykę: w 1964 dwukrotnie biegł na drugiej zmianie polskiej sztafety 4 x 400 metrów, która ustanawiała rekordy Polski (3:06,8 23 sierpnia w Warszawie w składzie: Jerzy Kowalski, Wojciech Lipoński, Marian Filipiuk i Andrzej Badeński; 3:06,0 13 września w Kolonii w składzie: Jerzy Kowalski, Wojciech Lipoński, Stanisław Swatowski i Andrzej Badeński), zajął też 2. miejsce w tej konkurencji podczas Pucharu Europy 12 września 1965 w Stuttgarcie w składzie: Stanisław Grędziński, Wojciech Lipoński, Sławomir Nowakowski i Andrzej Badeński w czasie 3:08,7.
Na Igrzyskach Olimpijskich w Tokio w 1964 był rezerwowym zawodnikiem sztafety 4 x 400 metrów.
Odnotował też wiele znakomitych indywidualnych występów, m.in. podczas mityngu w Zurychu (29 czerwca 1965), gdzie w biegu na 400 m zajął drugie miejsce z czasem 47,1 s, wyprzedzając ówczesnego mistrza olimpijskiego Michaela Larrabee'ego. Trzykrotnie zdobył brązowe medale mistrzostw Polski (w 1964 w sztafecie 4 x 400 m, a w 1965 w biegu na 400 metrów i w sztafecie 4 x 100 metrów). W 1966 ustanowił swój rekord życiowy na 400 metrów – 46,9 s.
Swój doktorat (pod zmienionym dla celów wydawniczych tytułem Sport - literatura - sztuka, wydany w 1974) poświęcił związkom sportu i literatury i był to początek jego kariery jako eksperta olimpijskiego.

## Stopnie i tytuły naukowe

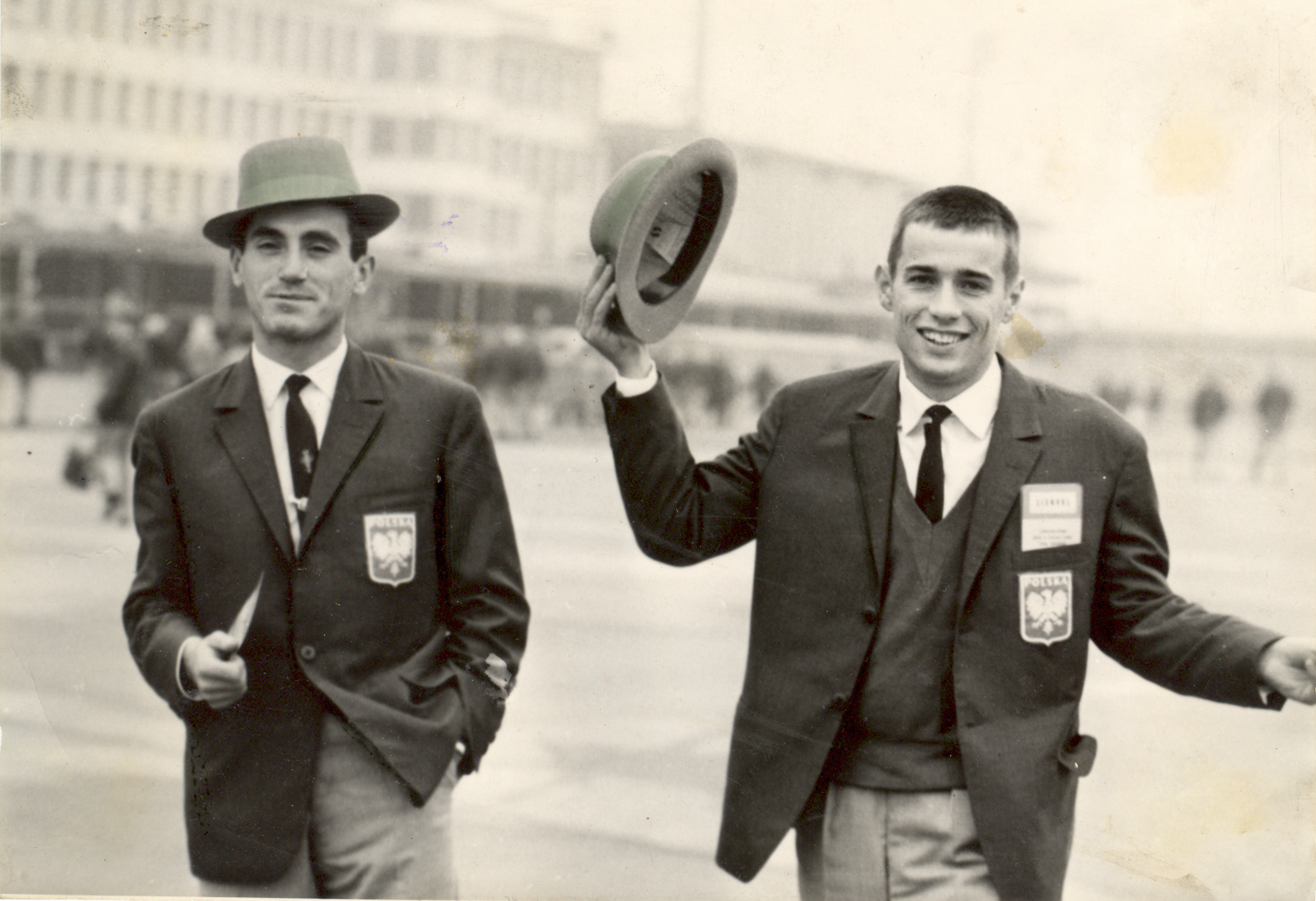
Wojciech Lipoński (z prawej) z Andrzejem Badeńskim w drodze na igrzyska olimpijskie w Tokio w 1964 r.

- magister – 1967
- doktor – 1972
- doktor habilitowany – 1977
- Wojciech Lipoński (z prawej) z Andrzejem Badeńskim w drodze na igrzyska olimpijskie w Tokio w 1964 r.profesor – 1995

## Wybrane publikacje
- Zapomniani piewcy sportu, Warszawa, Wydawnictwo Sport i Turystyka (1970)
- 25 lat w służbie sportu polskiego, Księga pamiątkowa z okazji srebrnego jubileuszu WKS Zawisza, Bydgoszcz 1971
- Ucieczka ze stadionu, Warszawa, Instytut Wydawniczy PAX (1972)
- Sport-literatura-sztuka, Warszawa, Wydawnictwo Sport i Turystyka (1974)
- Polska a Brytania, Poznań, Wydawnictwo Naukowe UAM (1978)
- Jak biegać po zdrowie? poradnik treningowy, Krajowa Agencja Wydawnicza, Warszawa 1985, ISBN 83-03-01000-X
- Humanistyczna encyklopedia sportu. Warszawa: Sport i Turystyka, 1987. ISBN 83-217-2448-5. Brak numerów stron w książce
- Dzieje sportu polskiego, Poznań, Wyd. Podsiedlik-Raniowski i Spółka (1998 i kilka nast.) ISBN wyd. I 83-7083-887-1
- Polacy na olimpiadach, Wyd. Podsiedlik-Raniowski i Spółka, wyd. I 2000, ISBN 83-7212-315-2; wyd. II, współautor Seweryn Lipoński, Publicat, Poznań 2008
- Olimpizm dla każdego : popularny zarys wiedzy o historii, organizacji i filozofii ruchu olimpijskiego. Poznań: AWF, 2000. ISBN 83-86336-67-6. Brak numerów stron w książce[8]
- Narodziny cywilizacji Wysp Brytyjskich, wyd. I SAWW, Poznań 1995; wyd. II Bene Nati, Poznań 1998; wyd. III i IV Wydawnictwo Poznańskie, Poznań 2001 i 2017; ISBN 978-83-7976-654-3
- Encyklopedia sportów świata, Poznań, Atena (2001), UNESCO, wydana również w innych wersjach językowych pod patronatem UNESCO:
  - angielska: World Sports Encyclopedia, Atena, UNESCO Poznań (2003) 83-85414-77-0
  - amerykańska World Sports Encyclopedia Poznań-St. Paul USA, MBI-UNESCO (2003) ISBN 0-7603-1682-1
  - francuska: L'Encyclopédie des sports, Paris, Grund-UNESCO, (2005) ISBN 2-7000-1227-5
  - polska wersja w 16 tomach, współautor Krzysztof Sawala, Warszawa, Oficyna wydawnicza Atena - Agora 2008, ISBN serii tomów 978-83-7552-144-3
- Dzieje kultury brytyjskiej. Warszawa: Wydawnictwo Naukowe PWN, 2003. ISBN 83-01-14045-3. Brak numerów stron w książce
- Rochwist i palant. Studium etnologiczne dawnych polskich sportów i gier ruchowych, Poznań Dział Wydawnictw AWF (2004) ISBN 83-88923-36-6
- Historia Sportu, Wydawnictwo Naukowe PWN (2012) ISBN 978-83-01-17001-1
- Kultura europejska a historiografia zachodnia ignorująca Europę na wschód od Łaby, Opuscula Gniesniensia, Gniezno 2014, ISBN 978-83-60251-79-9
- Landmarks in British History and Culture, Wydawnictwo Naukowe UAM, Poznań 2015, ISBN 978-83-232-2929-2; wyd. II 2016, uzup. i zmien. ISBN 978-83-232-3110-3
- The Truth of Sport, Szczecin, Faculty of Physical Culture and Health Promotion, University of Szczecin (2016) ISBN 978-83-7972-078-1
- Dzieje kultury europejskiej, Prehistoria – Starożytność, PWN Warszawa 2019, ISBN 978-83-01-20757-1
- Dzieje kultury europejskiej. Średniowiecze, PWN Warszawa 2020, ISBN 978-83-01-21248-3 (oprawa miękka); 978-83-01-21097-7 (oprawa twarda)
- Dzieje kultury europejskiej – Renesans, PWN Warszawa 2021, ISBN 978-83-01-21885-0 (oprawa miękka); 978-83-01-21881-2 (oprawa twarda).
- Dzieje kultury europejskiej - Barok – Oświecenie, PWN Warszawa 2025, ISBN 978-83-01-24097 (oprawa twarda); 978-83-01-240098 (oprawa miękka).